# Liberty or Death
Liberty or Death dvanaesti je studijski album njemačkog heavy metal sastava Grave Digger. Diskografska kuća Locomotive Records objavila ga je 12. siječnja 2007.

## Popis pjesama
Tekstovi: Chris Boltendahl, glazba: Boltendahl, Manni Schmidt, Jens Becker i Hans Peter Katzenburg.
| 1.    | »Liberty or Death«         | 6:33 |
| 2.    | »Ocean of Blood«           | 4:12 |
| 3.    | »Highland Tears«           | 6:15 |
| 4.    | »The Terrible One«         | 4:08 |
| 5.    | »Until the Last King Died« | 5:46 |
| 6.    | »March of the Innocent«    | 5:56 |
| 7.    | »Silent Revolution«        | 6:24 |
| 8.    | »Shadowland«               | 6:26 |
| 9.    | »Forecourt to Hell«        | 5:02 |
| 10.   | »Massada«                  | 5:58 |
| 56:40 |                            |      |

| Bonus pjesma na digipak izdanju | Bonus pjesma na digipak izdanju | Bonus pjesma na digipak izdanju | Bonus pjesma na digipak izdanju | Bonus pjesma na digipak izdanju | Bonus pjesma na digipak izdanju | Bonus pjesma na digipak izdanju | Bonus pjesma na digipak izdanju | Bonus pjesma na digipak izdanju | Bonus pjesma na digipak izdanju |
| Br.                             | Skladba                         | Trajanje                        |                                 |                                 |                                 |                                 |                                 |                                 |                                 |
| ------------------------------- | ------------------------------- | ------------------------------- | ------------------------------- | ------------------------------- | ------------------------------- | ------------------------------- | ------------------------------- | ------------------------------- | ------------------------------- |
| 11.                             | »Ship of Hope«                  | 5:05                            |                                 |                                 |                                 |                                 |                                 |                                 |                                 |
| 61:45                           |                                 |                                 |                                 |                                 |                                 |                                 |                                 |                                 |                                 |

## Tekstovi
- Pjevač Chris Boltendahl inspiriran je knjigom Sloboda ili smrt grčkog pjesnika Nikosa Kazantzakisa. Knjiga je inspirirana Grčkim ratom za neovisnost.
- Dvije pjesme govore o postupanju Njemačke prema Židovima u Drugom svjetskom ratu, a još dvije o više drevne židovske povijesti. "Ocean of Blood" govori o Mojsiju koji je razdvojio Crveno more, a pjesna "Massada" govori o opsadi Masade na kraju Prvog židovsko-rimskog rata. "March of the Innocent" govori o Holokaustu, a "Ship of Hope" govori o "Putovanju prokletih" SS St. Louisa.
- "Highland Tears" govori o slobodu u Škotskoj. "Forecourt to Hell" govori o gladijatorima u doba Rimskog Carstva. "The Terrible One" govori o Ivanu IV. "Until the Last King Died" govori o Francuskog revoluciji. "Shadowland" govori o zlodjelima Ku Klux Klanu u SAD-u a "Silent Revolution" govori o nenasilnoj borbi Mahatme Gandhija protiv ugnjetavanja indijskog naroda.[2]

## Zasluge
| Grave Digger - Chris Boltendahl – vokal, prateći vokal, produkcija - Manni Schmidt – gitara, produkcija, inženjer zvuka - Jens Becker – bas-gitara - Stefan Arnold – bubnjevi - H.P. Katzenburg – klavijature | Dodatni glazbenici - Hacky Hackman – prateći vokal Ostalo osoblje - Vincent Sorg – inženjer zvuka, miks, mastering - Gyula Havencsák – naslovnica - Jörg Umbreit – inženjer zvuka, miks - Alex Kuehr – fotografije |